# Anahí Durand
Anahí Durand Guevara (Lima, 1 de abril de 1978) es una socióloga y política peruana. Fue ministra de la Mujer y Poblaciones Vulnerables del Perú desde el 29 de julio de 2021 hasta el 2 de febrero de 2022 durante el gobierno de Pedro Castillo.

## Biografía
Hija del sociólogo Julio Durand Lazo. Es licenciada en Sociología por la Universidad Nacional Mayor de San Marcos (UNMSM) y máster en Ciencias Sociales por la Facultad Latinoamericana de Ciencias Sociales. Es doctora en Sociología por la Universidad Nacional Autónoma de México.
Durand es catedrática de la Facultad de Ciencias Sociales de la UNMSM. Es especialista en movimientos sociales, representación política, pueblos indígenas, interculturalidad y género. Además de escribir artículos en la revista estadounidense Jacobin.

## Carrera política
Durand fue miembro del movimiento político Nuevo Perú hasta abril del 2022 y fue jefa del plan de gobierno de la candidata presidencial Verónika Mendoza para las elecciones generales de 2021. En el proceso electoral, postuló al cargo de parlamentaria andina, por Juntos por el Perú, sin éxito.
Tras la alianza por la segunda vuelta entre Nuevo Perú y Perú Libre, partido del candidato Pedro Castillo, Durand pasó a ser parte del equipo técnico que elaboró el plan de gobierno para los cien primeros días.

### Ministra de Estado
El 29 de julio de 2021, fue nombrada ministra de la Mujer y Poblaciones Vulnerables del Perú en el gobierno de Pedro Castillo. Cargo que terminó el 2 de febrero de 2022. 
Luego se dedicó a ser la presidenta de Nuevo Perú, y posteriormente asumió como asesora del despacho de la Presidencia del Consejo de Ministros del premier Aníbal Torres hasta junio del 2022. Finalmente, a inicios de abril decidió renunciar a la presidencia del partido.
El 31 de mayo terminó su contrato como asesora del PCM.

### Postrimerías
Tras el intento de autogolpe de Pedro Castillo en diciembre de 2022, Durand se convirtió en defensora de Pedro Castillo y crítica de Dina Boluarte. Posteriormente, en 2024, se convirtió en militante de Adelante Pueblo Unido (APU) y secretaria general de dicha organización afín a Castillo. En junio de 2025, APU logró su inscripción en el Registro de Organizaciones Políticas (ROP) pero sin la posibilidad de participar en las elecciones de 2026. El 12 de julio, Durand participó en un encuentro político junto a Hernando Cevallos, del Movimiento por la Unidad de los Pueblos (MUP), y Aníbal Torres, donde respaldaron el liderazgo de Pedro Castillo, esto tras el llamado a la unidad política lanzado por Castillo en torno a él.

## Controversias

### Relación con Astorga Valdés
Entre los años 2005 y 2011, Durand tuvo una relación amorosa con el emerretista Alejandro Astorga Valdés, con la cual tendría una hija, a la par de dedicarle un agradecimiento en su tesis fechada en el año 2005.

### Pedido a favor de emerretistas
Según un informe de la ONG Waynakuna Perú, Durand abogó por el líder y fundador del grupo terrorista MRTA, Víctor Polay Campos, en una carta pública dirigida al gobierno de Alan García el 27 de septiembre de 2008. Junto con otros 415 firmantes del documento, Durand exigió que el jefe del grupo subversivo y otros emerretistas confinados en la Base Naval del Callao sean transferidos a una cárcel común. Los firmantes consideran “que la sentencia de 35 años es arbitraria e injusta. Y que su actual reclusión es una venganza política”.

## Publicaciones
- Estallido en los Andes: movilización popular y crisis política en Perú (2023)[18]